# Bremer Damm
Der Bremer Damm in Hannover ist ein 1959 angelegter Schnellweg für Kraftfahrzeuge, der zwischen den hannoverschen Stadtteilen Calenberger Neustadt und Nordstadt den Königsworther Platz mit der Schwanenburgkreuzung, bis in die 1990er Jahre dem Schwanenburgkreisel, verbindet. Der 1960 so benannte Bremer Damm war die ehemalige Verbindung von der niedersächsischen Landeshauptstadt zu der nach Bremen führenden Bundesstraße B 6, die heute erst ab dem Westschnellweg und von dort aus weiter in Richtung Neustadt am Rübenberge, Nienburg (Weser) zu der ehemaligen Hansestadt Bremen führt.

## Geschichte
Die frühere Verbindung vom Königsworther Platz in Richtung Bremen war der schon zur Zeit des Kurfürstentums Hannover auf den Plänen der Kurhannoverschen Landesaufnahme aus dem Jahr 1781 eingezeichnete ungefähre Verlauf der heutigen hannoverschen Straßen Nienburger, Herrenhäuser und Stöckener Straße. Diese Verbindung zwischen Hannover und Bremen stellte zugleich einen Teil vom „Post-Weg zwischen der Nienburg und der Neustadt“ dar.
Jahrhunderte später entstand nach Vorüberlegungen des hannoverschen Stadtplaners Karl Elkart die Umgehungsstraße um die Stadtteile Herrenhausen und Stöcken im unteren Leinetal, die in der Planung bereits zur Zeit des Nationalsozialismus ab 1938 – als Verlängerung des dann erst nach dem Zweiten Weltkrieg planierten Leibnizufers eine Einbindung des hannoverschen Straßensystems in das Netz der Reichsautobahnen schuf.
Schließlich wurde der Bremer Damm erst in den frühen Jahren der Bundesrepublik Deutschland aufgeschüttet, und dabei auch der alte dem Stadtteil Linden-Nord gegenüberliegende Leinehafen nahezu spurlos beseitigt, während nahezu zeitgleich das damals für die Continental AG seinerzeit der höchste Neubau in Westdeutschland entstand: Das Continental-Hochhaus diente zugleich der städtebaulichen Akzentuierung der Stadteinfahrt Bremer Damm.

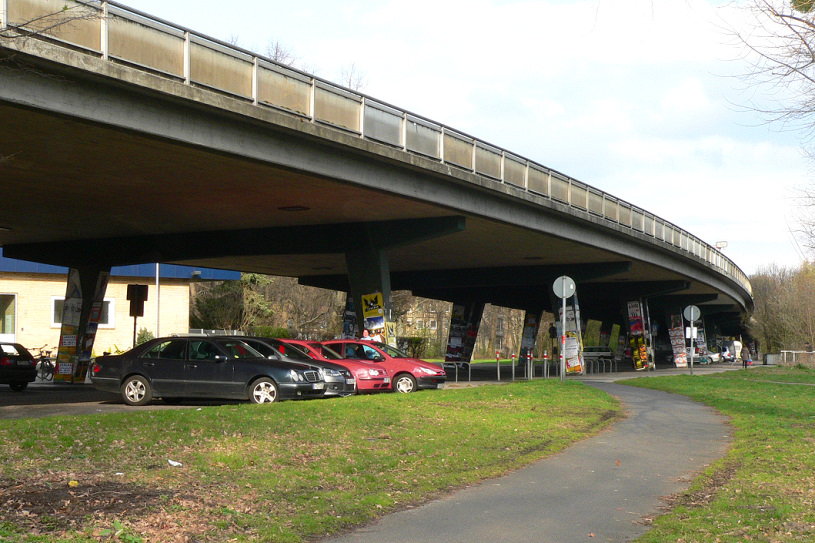
Der in Höhe des Zentrums für Hochschulsport der Leibniz Universität aufgeständerte Bremer Damm im Naherholungsgebiet zwischen der teils parallel verlaufenden innerstädtischen Leine und dem Georgengarten
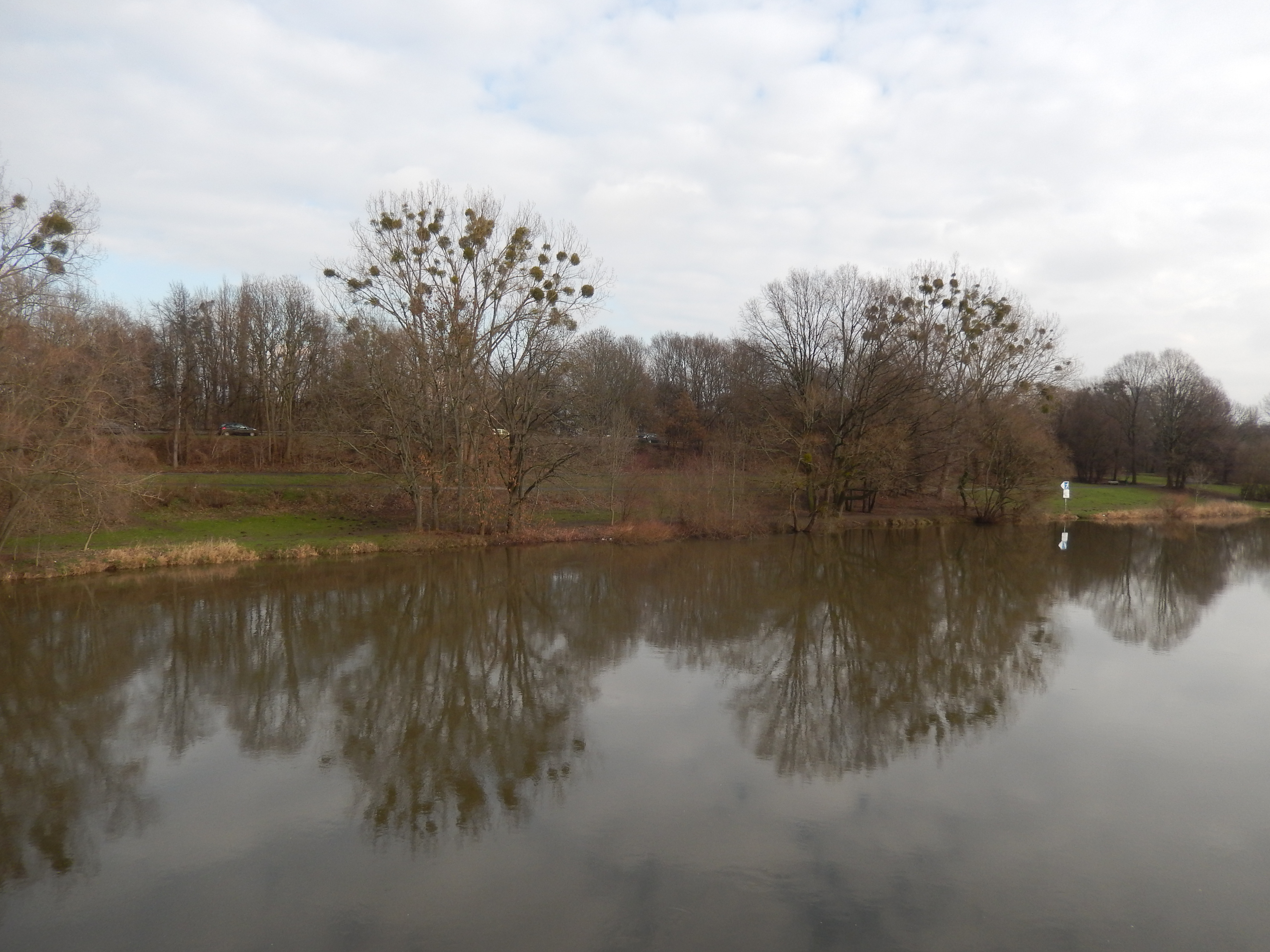
Nordufer der Leine an der Stelle des früheren Leinehafens, Zustand Anfang 2016 mit der Schnellstraße Bremer Damm im Hintergrund
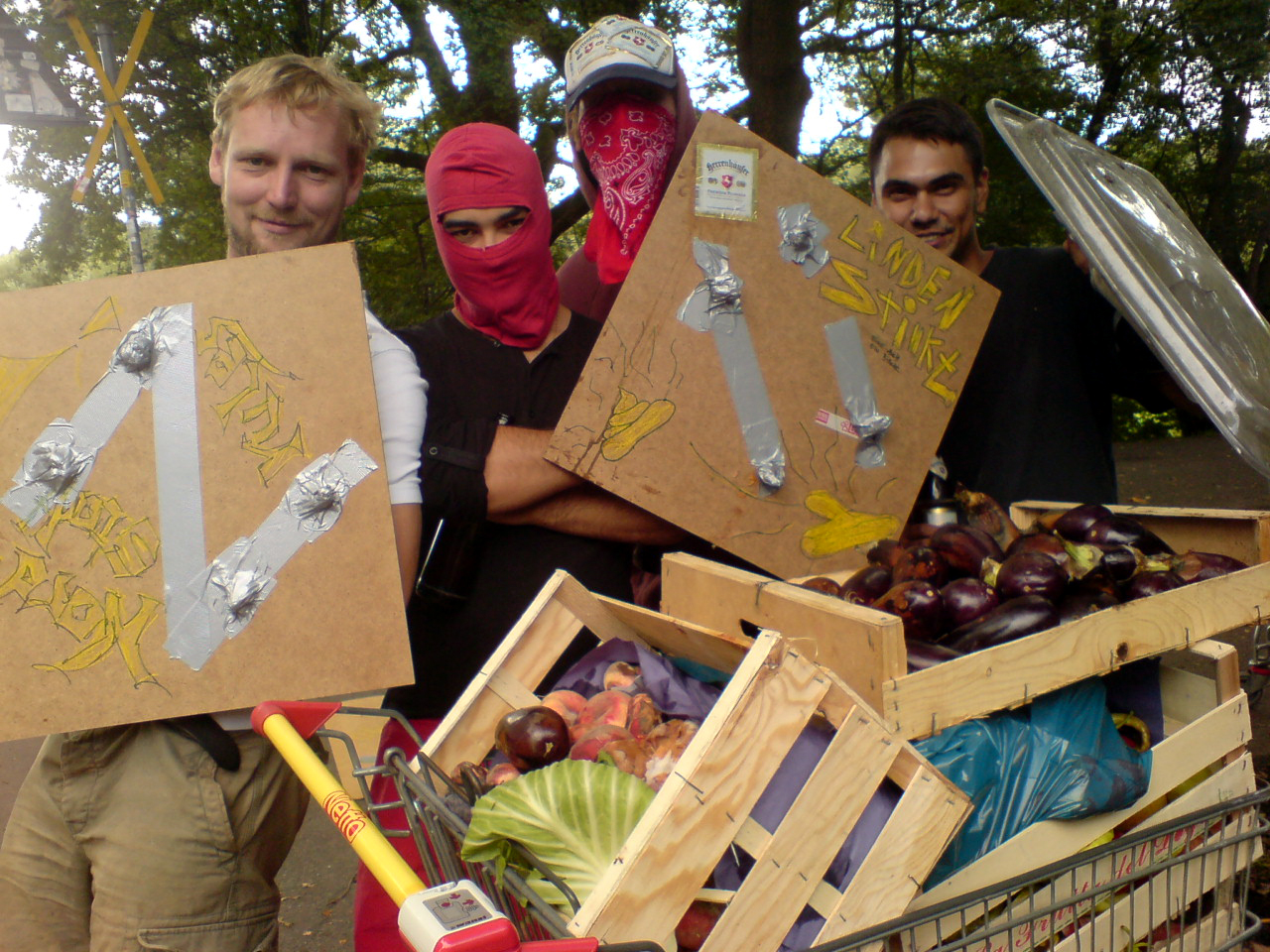
„Kämpfer“ der Gemüseschlacht in Höhe der Verlängerung der Dornröschenbrücke quer zum Bremer Damm